# Мување
Мување (енгл. Looking) америчка је телевизијска серија коју је створио Мајкл Ланан за HBO. Главне улоге тумаче Џонатан Гроф, Френки Х. Алварез и Мари Бартлет, а прати искуства Патрика, Агустина и Дома, три геј пријатеља који живе и раде у Сан Франциску. Прва је HBO серија која се врти око живота геј мушкараца.
Добила је изузетно позитивне рецензије критичара због свог сценарија, режије, глумачке поставе и новог погледа на наратив усредсређен на ЛГБТ+ особе. Са десет од осамнаест епизода серије које је режирао Ендру Хејг, стил снимања је повукао поређења са Хејговим филмом Викенд из 2011. и са мамблкор жанром независног филма. Године 2016. приказан је Мување: Филм који представља завршетак серије.

## Радња
После неуспеле потраге у парку коју је омео телефонски позив, 29-годишњи дизајнер видео-играра Патрик се састаје са својим најбољим пријатељима, цимером Агустином (31) и Домом (39), како би разговарали о предстојећем венчању Патриковог бившег. Сутрадан, Агустин пристаје да се одсели код дечка Френка који живи у Окланду, иако се пита да ли је то прави потез. Дом, који годинама ради као конобар у истом ресторану, говори својој цимерки Дорис да размишља да се помири са старом љубављу Итаном, за кога је путем фејсбука сазнао да има успешну каријеру агента за некретнине. Патрик се касније налази са Бенџамином кога је упознао преко сајта за упознавање; након безуспешног изласка, Патрик необавезно ћаска у метроу са преслатким берберином Ричијем који такође ради као избацивач у једном дрег клубу у Сан Франциску.

## Улоге
| Глумац            | Улога          |
| ----------------- | -------------- |
| Џонатан Гроф      | Патрик Мари    |
| Френки Х. Алварез | Агустин Лањуез |
| Мари Бартлет      | Дом Базалуцо   |
| Лорен Видман      | Дорис          |
| Расел Тови        | Кевин Матесон  |
| Раул Кастиљо      | Ричи Вентура   |

## Епизоде
| Сезона | Сезона | Епизода | Оригинално емитовање              | Оригинално емитовање              |
| Сезона | Сезона | Епизода | Премијера                         | Финале                            |
| ------ | ------ | ------- | --------------------------------- | --------------------------------- |
|        | 1.     | 8       | 19. јануар 2014.                  | 9. март 2014.                     |
|        | 2.     | 10      | 11. јануар 2015.                  | 22. март 2015.                    |
|        | Филм   | Филм    | 26. јун 2016. () 23. јул 2016. () | 26. јун 2016. () 23. јул 2016. () |